# Giovanni Venceslao Piccolomini
Giovanni Venceslao Piccolomini (tschechisch Jan Václav, kníže Piccolomini; * 1695 in Náchod (getauft am 30. Juli 1695); † 27. Januar 1742 ebenda) war Herzog von Amalfi, Reichsfürst und 1712 bis 1742 Grundherr der Herrschaft Nachod. Wegen einer Gemütskrankheit stand er bis 1732 unter der Vormundschaft seiner Mutter Anna Viktoria, geborene Kolowrat. Anschließend wurde sein jüngerer Bruder Ottavio als Administrator und Kurator eingesetzt.

## Leben
Giovanni Venceslao entstammte dem italienischen Adelsgeschlecht Piccolomini-Pieri. Seine Eltern waren Herzog Lorenzo Piccolomini und Anna Viktoria Ludmila Kolowrat-Liebsteinsky. Nach dem Tod des Vaters 1712 folgte ihm als Erbe und Nachfolger Giovanni Venceslao. Da dieser beim Erbfall noch nicht volljährig war, stand er zunächst unter der Vormundschaft seiner Mutter. Ihr huldigten Vertreter der Stadt Nachod sowie die Untertanen am 8. November 1712. Da Giovanni Venceslao an einer Gemütskrankheit litt, wurde er, in der Hoffnung, dass er dadurch gesunden könnte, auf Reisen geschickt. Nach der Rückkehr hatte er 1718 die Regentschaft angetreten. Mit der ersten Amtshandlung setzte er eigenmächtig der Stadt Nachod einen von ihm ernannten Inspektor vor. Dadurch kam es zu anhaltenden Streitigkeiten mit dem Rat der Stadt, der nicht bereit war, auf das Privileg der Eigenständigkeit zu verzichten. 1719 bestätigte Giovanni Venceslao mehrere Handwerksprivilegien. Als er 1720 ohne eine Verbesserung seines Gesundheitszustandes von einer Reise aus Eger zurückkehrte, wurde sein Fall der Königgrätzer Landeskommission vorgelegt. Sie kam im selben Jahr auf das Schloss Náchod und entschied, dass Giovanni Venceslao weiterhin nicht geschäftsfähig sei. Zugleich wurde die Regentschaft wiederum der Mutter Anna Viktoria übertragen. Sie regierte sorgfältig und gewissenhaft und achtete u. a. darauf, dass auf dem Markt die Lebensmittel nicht überteuert angeboten wurden. Am Schloss Nachod, in dem sie residierte, veranlasste sie bauliche Veränderungen. Ein neu errichtetes Tor wurde mit den Wappen der Piccolomini und der Kolowrat verziert. Besondere Verdienste erwarb sie sich u. a. um die Förderung des Wallfahrtsortes Studánka bei Klein Schwadowitz und die Kirche in Böhmisch Skalitz. Zum Aufbau des Königgrätzer Jesuitenkollegs spendete sie 50 Klafter Steine aus dem Chwalkowitzer Steinbruch. 1716 erwarb sie von Peter Strak von Nedabilitz (Petr Strak z Nedabilic) Řešetova Lhota und 1729 von Siegmund Schmiedel von Schmiedel (Šmídl ze Šmídl) Studnitz. Beide Ortschaften erwarb sie als ein Allod, so dass sie nicht zum Familienfideikommiss gehörten und vererbt bzw. verkauft werden konnten.
Am 5. September 1732 übertrug die Königgrätzer Landeskommission die Administration über die Herrschaft Nachod auf den jüngeren Bruder Ottavio Piccolomini. Dieser übte sie bis zum Tod Giovanni Venceslaos 1742 aus. Danach trat er dessen Nachfolge an.
Die Herzogin-Mutter Anna Viktoria lebte nach der Amtsübergabe überwiegend auf dem Schloss Ratibořice. Sie starb am 22. Dezember 1738 in Prag. Ihr Leichnam wurde an der Seite ihres Mannes Lorenzo Piccolomini in der Nachoder Pfarrkirche St. Laurentius beigesetzt. Dort wurde 1742 auch Herzog Giovanni Venceslao bestattet.